# 日本極道史 仁義絶叫
日本極道史 仁義絶叫（にほんごくどうし じんぎぜっきょう）は、村上和彦の劇画作品「日本極道史」シリーズの1作。初出題は『昭和極道史 仁義絶叫』。また漫画を原作とするVシネマ。映像化は2作製作、発売されており、本宮泰風版（1999年-2000年）と木村一八版（2015年-2016年）がある。

## ストーリー
鳴門組、天馬大瀬組、侠和会・・・たったひとりで組織に牙を剥いた狂犬・京極鉄次が極道社会を震撼させる破天荒な生き様を描く。

## 本宮泰風『日本極道史 仁義絶叫』

### キャスト
- 京極鉄次：本宮泰風
- 鳴門組組長 鳴門総一郎：山本昌平
- 大西探偵調査事務所 大西伸介：清水昭博
- 天馬大瀬組組長 大瀬直次郎：宍戸錠
- 鳴門組若頭 藤浪組組長 藤波克己：渡辺裕之
- 天馬大瀬組幹部 吉富昭三：庄司哲郎
- 黒田社長：石山雄大
- 小室友里
- 北大阪銀行 支店長：影山英俊
- 鳴門組幹部 長岡建夫：西守正樹
- 侠和会若頭 大熊組組長 大熊鋭二郎：清水健太郎 ※特別出演
- 天満大瀬組が放ったヒットマン：羽村英
- ヤナギ(鳴門組が放ったヒットマン)：原田龍二 ※友情出演
- フユコ：伊藤千夏
- モエ：夏山千景 ※子役
- 天馬大瀬組若頭代行 佐久間俊光：松田ケイジ
- 高野拳磁
- 高良隆志
- 焼き鳥屋の大将 カキザキ：安岡力也（2）
- 花屋さん：夏川ひじり（3）
- ジュン(花屋さんの弟)：白石朋也（3）
- 米沢組幹部 金野喜一(金野総業代表)：江原修（3）
- 興亜会理事 長本良作：ジョニー大倉（3）
- 米沢組組長 米沢瑛：小沢仁志（3）
- リー(上海グループの頭)：軍司眞人（3）
- 清水良統（3）
- 伊藤敏八（3）

### スタッフ
- 監督：岩清水昌弘(1)、辻裕之(2・3)、白井政一(4・5)
- 製作：夏山静香（シネマパラダイス）
- 企画：山本芳裕
- プロデューサー：夏山昌一郎、中村完
- 原作：村上和彦（竹書房刊「日本極道史 仁義絶叫」）
- 脚本：橋場千晶
- 撮影：河中金美
- 照明：岩崎豊
- 録音：鈴木博
- 助監督：加藤文明
- 監督助手：金丸雄一、駒井泰大
- 擬斗：中瀬博文
- ガンエフェクト：ビル横山、会田文彦、斉藤四郎
- 協力：エクセレントフィルム
- 制作：株式会社ブーム
- 製作・発売元：シネマパラダイス

### ソフトリリース
シネマパラダイスより発売。松竹ホームビデオを販売元にVHSでリリースされた後、2005年にラインコミュニケーションズを販売元にDVD化リリースされた。その後、2019年にオールイン エンタテインメントを販売元にDVD再リリース。
| タイトル                        | ジャケットコピー                       | セルリリース日 |
| ------------------------------- | -------------------------------------- | -------------- |
| 日本極道史 仁義絶叫             | ナメとったら例え親分でもブチ斬るで！！ | 1999年1月      |
| 日本極道史 仁義絶叫2 修羅の仁義 | 命(タマ)が欲しけりゃ、殺りに来い！！   | 1999年8月      |
| 日本極道史 仁義絶叫3 仁義関東嵐 | 戦争じゃ！全面戦争じゃい！             | 1999年9月      |
| 日本極道史 仁義絶叫4 仁義の挽歌 | 何でそんなに死に急ぐ                   | 2000年2月      |
| 日本極道史 仁義絶叫5 修羅の墓場 | 命の要らん奴は前へ出ろ！！             | 2000年3月      |

## 木村一八『代紋の墓場』
全8作。コンセプトフィルムより発売。販売元はオールイン エンタテインメント。

### キャスト
- 京極鉄次：木村一八
- 鳴門組組長 鳴門総一郎：野口雅弘
- 鳴門組若頭 藤波組組長 藤波克己：武蔵拳
- 鳴門組直参 冨永祥平：SHU
- 鳴門組準幹部 花井和雄：千葉誠樹
- 鳴門組準幹部 進藤辰一：高原知秀
- 鳴門組京極舎弟 坂東博志：宮崎貴久
- 鳴門組京極舎弟 森本太一：村内孝志
- 天満大瀬組組長 大瀬直次郎：横沢祐一（1-4）
- 天満大瀬組若頭 石堂組組長 石堂武士：飛野悟志
- 天満大瀬組幹部 吉冨昭三：舘昌美
- 天満大瀬組：笹川大輔
- 天満大瀬組セキネ：嶋和貴
- 侠和会若頭 大熊組組長 大熊鋭二郎：白竜
- 九条 双竜会幹部 豊田浩太：宮下敬夫
- 新大阪興信所 所長 大西昭二：益成竜也（1-5）
- クラハシ社長：小林功（1）
- 銀行支店長：原元太仁（1）
- バーのマスター：松澤仁晶（1）
- 鳴門組組長 鳴門総一郎の妻：滝本ゆに（1・2）
- 双竜会豊田に依頼した社長：赤松紘季（1）
- 媒酌人：村上和彦
- 豊中 明神会会長 明神徳次郎：石山雄大（3・7・8） / 御木裕（5・6）
- 新宿 桜道会城西会幹部 梶本健作：石原和海（4-8）
- チャイナマフィア 劉魁斗：赤松紘季（5-8）（二役）
- 侠和会若頭補佐 南条組組長 南条一輝：川原英之（5・6）
- 天満大瀬組若頭補佐 渡部組組長 渡部留雄：桑田昭彦（5・6）
- 天満大瀬組組員：本田広登（5・6）
- 新宿 桜道会 城西会会長 池澤幸三郎：片岡功（5-8）
- 阪神探偵社 探偵：斗支也（6）
- 河崎健太（6）
- 関東湧心会直参 嶋田一道：村上竜司（6）※特別出演
- 新宿 桜道会 城西会理事長 松尾組組長 松尾大全：影野臣直（6）※友情出演
- 大熊組組員（大熊組長の付き人）：大山大介（7・8）
- 阪神探偵社 探偵 瀬川伸介：青波信仁（7・8）
- 坂本敏也（8）
- 捜査四課刑事：辻つん（8）

ナレーション
- 森羅万象（1-6）
- 奈良坂篤（7・8）

### スタッフ
- 監督：金澤克次、山本芳久、辻裕之
- 製作：及川次雄（コンセプトフィルム）
- 営業統括：人見剛史（オールイン エンタテインメント）
- 企画：山本ほうゆう
- 原作：村上和彦（「日本極道史・仁義絶叫」より）
- プロデューサー：山本芳久、渋谷正一、旭正嗣
- ラインプロデューサー：山地曻
- 脚本：村上和彦
- 撮影：下元哲
- 録音：梅原淑行
- 美術：中谷鴨宏
- 編集：小川幸一
- 音響効果：藤本淳
- 助監督：岡元太
- 制作担当：堀内蔵人
- 監督助手：市村優
- 小道具：大島政幸
- 衣裳：宮田弘子
- メイク：岩井祐一
- ガンエフェクト：浅生マサヒロ
- スチール：大崎正浩
- 制作進行：星孝行
- 儀式・賭場指導：村上和彦
- 衣装協力：村上劇画プロ
- 協力：アトリエ羅夢、村上劇画プロ、村上ロイヤルファミリー、芸能村上塾、ザプローダフィルムスタジオ、ミヤタルーム
- 制作協力：アスプロスドラーゴ
- 制作：メディア・ワークス
- 製作・発売元：コンセプトフィルム
- 販売元：オールイン エンタテインメント

### DVDリリース
| タイトル    | ジャケットコピー                         | セルリリース日 |
| ----------- | ---------------------------------------- | -------------- |
| 代紋の墓場  | 渡世の不条理に牙を向く──反逆の侠が起つ！ | 2015年03月25日 |
| 代紋の墓場2 | 俺が笑えば、屍が泣く──                   | 2015年05月01日 |
| 代紋の墓場3 | 渡世に牙を剥く、狂犬の仁義！             | 2015年08月07日 |
| 代紋の墓場4 | 不条理に牙を剥く、反逆の獅子             | 2015年11月06日 |
| 代紋の墓場5 | 狂犬、追われる──                         | 2016年02月05日 |
| 代紋の墓場6 | 狂える侠の反逆                           | 2016年05月06日 |
| 代紋の墓場7 | 侠(オトコ)─一匹 迫る三大勢力の刺客       | 2016年09月25日 |
| 代紋の墓場8 | 京極鉄次──最後の闘い                     | 2016年12月02日 |